# Bryan Deasley
Bryan Deasley (né le 26 novembre 1968 à Toronto, dans la province de l'Ontario au Canada) est un joueur professionnel canadien de hockey sur glace.

## Carrière de joueur
Il est un choix de première ronde des Flames de Calgary lors du repêchage de la Ligue nationale de hockey en 1987. Il évolue alors avec les Wolverines du Michigan dans la NCAA. Il y joue deux saisons avant de se joindre à l'équipe nationale canadienne en 1988-1989. Il termine cette saison avec les Golden Eagles de Salt Lake City de la Ligue internationale de hockey.
Il joue trois autres saisons avec les Golden Eagles avant de se joindre aux Citadels d'Halifax de la Ligue américaine de hockey en 1992-1993 avant de prendre sa retraite.

## Statistiques
| Saison    | Équipe                          | Ligue |    | Saison régulière | Saison régulière | Saison régulière | Saison régulière | Saison régulière |   | Séries éliminatoires | Séries éliminatoires | Séries éliminatoires | Séries éliminatoires | Séries éliminatoires |
| Saison    | Équipe                          | Ligue | PJ | B                | A                | Pts              | Pun              | PJ               | B | A                    | Pts                  | Pun                  |                      |                      |
| 1986-1987 | Wolverines du Michigan          | NCAA  | 38 | 13               | 11               | 24               | 74               | -                | - | -                    | -                    | -                    |                      |                      |
| 1987-1988 | Wolverines du Michigan          | NCAA  | 27 | 18               | 4                | 22               | 38               | -                | - | -                    | -                    | -                    |                      |                      |
| 1988-1989 | Team Canada                     | Intl. | 54 | 19               | 19               | 38               | 32               | -                | - | -                    | -                    | -                    |                      |                      |
| 1988-1989 | Golden Eagles de Salt Lake City | LIH   | -  | -                | -                | -                | -                | 7                | 3 | 2                    | 5                    | 25                   |                      |                      |
| 1989-1990 | Golden Eagles de Salt Lake City | LIH   | 71 | 16               | 11               | 27               | 46               | 11               | 4 | 0                    | 4                    | 8                    |                      |                      |
| 1990-1991 | Golden Eagles de Salt Lake City | LIH   | 75 | 24               | 21               | 45               | 63               | -                | - | -                    | -                    | -                    |                      |                      |
| 1991-1992 | Golden Eagles de Salt Lake City | LIH   | 65 | 12               | 23               | 35               | 57               | 2                | 0 | 0                    | 0                    | 4                    |                      |                      |
| 1992-1993 | Citadels d'Halifax              | LAH   | 37 | 9                | 11               | 20               | 46               | -                | - | -                    | -                    | -                    |                      |                      |